# Cameron Bradfield
Cameron Bradfield (Grand Rapids, 14 settembre 1987) è un giocatore di football americano statunitense che gioca nel ruolo di offensive tackle per i Jacksonville Jaguars della National Football League (NFL). Al college ha giocato a football alla Grand Valley State University.

## Carriera professionistica

### Jacksonville Jaguars
Dopo non essere stato scelto nel Draft NFL 2011, Bradley firmò coi Jacksonville Jaguars. Nella sua stagione da rookie disputò 10 partite, 2 delle quali come titolare. La stagione successiva salì a 12 presenze da titolare in 14 partite. Nella stagione 2013, disputò 15 partite con 11 partenze da titolare.
Il 6 marzo 2014, Bradfield firmò un rinnovo contrattuale biennale con i Jaguars.

## Vittorie e premi
Nessuno

## Statistiche
| Partite totali      | 39 |
| Partite da titolare | 25 |

Statistiche aggiornate alla stagione 2013